# هوشنگ رشید یاسمی
هوشنگ رشید یاسمی سیاست‌مدار و پزشک ایرانی بود، که در دوره بیست و چهارم مجلس شورای ملی به عنوان نماینده کرمانشاه از استان کرمانشاه در مجلس شورای ملی حضور داشت.
وی فرزند غلامرضا رشید یاسمی (نویسنده)، و برادرِ سیامک یاسمی و شاپور یاسمی بود.